# Häppi
Häppi är en kulle i Finland. Den ligger i Nousis i landskapet Egentliga Finland, i den sydvästra delen av landet, 160 km väster om huvudstaden Helsingfors. Toppen på Häppi är 70 meter över havet.
Terrängen runt Häppi är huvudsakligen platt. Runt Häppi är det ganska glesbefolkat, med 23 invånare per kvadratkilometer. Närmaste större samhälle är Mynämäki, 8,8 km väster om Häppi. I omgivningarna runt Häppi växer i huvudsak barrskog.